# Rötjärnen (Mora socken, Dalarna)
Rötjärnen är en sjö i Mora kommun i Dalarna och ingår i Dalälvens huvudavrinningsområde.